# Liste der Bodendenkmäler in Gundelfingen an der Donau
Auf dieser Seite sind die Bodendenkmäler in der schwäbischen Stadt Gundelfingen an der Donau zusammengestellt. Diese Tabelle ist eine Teilliste der Liste der Bodendenkmäler in Bayern. Grundlage ist die Bayerische Denkmalliste, die auf Basis des Bayerischen Denkmalschutzgesetzes vom 1. Oktober 1973 erstmals erstellt wurde und seither durch das Bayerische Landesamt für Denkmalpflege geführt wird. Die folgenden Angaben ersetzen nicht die rechtsverbindliche Auskunft der Denkmalschutzbehörde.

## Bodendenkmäler in Gundelfingen an der Donau
| Lage       | Objekt                                                                                     | Akten-Nr.     | Bild |
| ---------- | ------------------------------------------------------------------------------------------ | ------------- | ---- |
| (Standort) | Siedlung der Bronzezeit, der römischen Kaiserzeit und des Mittelalters.                    | D-7-7428-0020 |      |
| (Standort) | Freilandstation des Paläolithikums, Siedlung des Neolithikums und der römischen Kaiserzeit | D-7-7428-0056 |      |
| (Standort) | Straße der römischen Kaiserzeit.                                                           | D-7-7428-0079 |      |
| (Standort) | Siedlung der Frühlatènezeit.                                                               | D-7-7428-0106 |      |
| (Standort) | Grabenwerk vor- und frühgeschichtlicher Zeitstellung.                                      | D-7-7428-0167 |      |
| (Standort) | Siedlung vorgeschichtlicher Zeitstellung.                                                  | D-7-7428-0168 |      |
| (Standort) | Straßentrasse vor- und frühgeschichtlicher Zeitstellung.                                   | D-7-7428-0172 |      |
| (Standort) | Römische Villa rustica.                                                                    | D-7-7428-0174 |      |
| (Standort) | Grabenwerk und Siedlung vor- und frühgeschichtlicher Zeitstellung.                         | D-7-7428-0175 |      |
| (Standort) | Villa rustica der römischen Kaiserzeit.                                                    | D-7-7428-0176 |      |
| (Standort) | Straße der römischen Kaiserzeit.                                                           | D-7-7428-0179 |      |
| (Standort) | Grabhügel der Hallstattzeit.                                                               | D-7-7428-0261 |      |
| (Standort) | Siedlung vorgeschichtlicher Zeitstellung.                                                  | D-7-7428-0262 |      |
| (Standort) | Schanze des Mittelalters oder der frühen Neuzeit.                                          | D-7-7428-0264 |      |
| (Standort) | Schanze der frühen Neuzeit.                                                                | D-7-7428-0272 |      |
| (Standort) | Siedlung und Gräber karolingischer Zeitstellung, spätmittelalterliche Wüstung.             | D-7-7428-0312 |      |
| (Standort) | Mittelalterliche und frühneuzeitliche Befunde im Bereich der Kath. Pfarrkirche St. Maria.  | D-7-7428-0408 |      |
| (Standort) | Mittelalterliche und frühneuzeitliche Befunde                                              | D-7-7428-0409 |      |
| (Standort) | Körpergräber des frühen Mittelalters.                                                      | D-7-7428-0411 |      |
| (Standort) | Körpergräber des frühen Mittelalters.                                                      | D-7-7428-0412 |      |
| (Standort) | Körpergräber des frühen Mittelalters.                                                      | D-7-7428-0413 |      |
| (Standort) | Frühneuzeitliche Befunde im Bereich der Kath. Friedhofskirche St. Salvator.                | D-7-7428-0415 |      |
| (Standort) | Mittelalterliche und frühneuzeitliche Befunde im Bereich der Kath. Stadtpfarrkirche        | D-7-7428-0416 |      |
| (Standort) | Mittelalterliche und frühneuzeitliche Befunde im Bereich der Kath. Spitalkirche            | D-7-7428-0417 |      |
| (Standort) | Mittelalterliche und frühneuzeitliche Befunde im Bereich von Schloss Schlachtegg           | D-7-7428-0418 |      |
| (Standort) | Mittelalterliche Burg und abgebrochenes frühneuzeitliches Schloss von Gundelfingen.        | D-7-7428-0419 |      |
| (Standort) | Siedlung vorgeschichtlicher Zeitstellung und Körpergräber des Frühmittelalters.            | D-7-7428-0420 |      |
| (Standort) | Körpergräber des Frühmittelalters.                                                         | D-7-7428-0421 |      |
| (Standort) | Körpergräber des Frühmittelalters, Siedlung des Hochmittelalters.                          | D-7-7428-0422 |      |
| (Standort) | Mittelalterliche und frühneuzeitliche Befunde im ehemals befestigten Altstadtbereich       | D-7-7428-0423 |      |
| (Standort) | Mittelalterliche und frühneuzeitliche Befunde im Bereich der „Unteren Vorstadt“            | D-7-7428-0424 |      |
| (Standort) | Mittelalterliche und frühneuzeitliche Befunde im Bereich der „Oberen Vorstadt“             | D-7-7428-0425 |      |
| (Standort) | Mittelalterliche und frühneuzeitliche Befunde im Bereich der südlichen Vorstadt            | D-7-7428-0426 |      |
| (Standort) | Frühneuzeitliche Befunde im Bereich der Kath. Pfarrkirche St. Peter und Paul.              | D-7-7428-0433 |      |
| (Standort) | Rechteckiges Grabenwerk vorgeschichtlicher Zeitstellung.                                   | D-7-7428-0446 |      |
| (Standort) | Straße der römischen Kaiserzeit.                                                           | D-7-7428-0516 |      |
| (Standort) | Untertägige Teile der mittelalterlichen und frühneuzeitlichen Stadtbefestigung             | D-7-7428-0535 |      |
| (Standort) | Mittelalterlicher Burgstall.                                                               | D-7-7428-0536 |      |
| (Standort) | Körpergräber des frühen Mittelalters.                                                      | D-7-7428-0537 |      |
| (Standort) | Körpergräber des frühen Mittelalters, Siedlung vorgeschichtlicher Zeitstellung.            | D-7-7428-0538 |      |
| (Standort) | Siedlung des Neolithikums und Gräber des frühen Mittelalters.                              | D-7-7428-0540 |      |
| (Standort) | Grabhügel vorgeschichtlicher Zeitstellung.                                                 | D-7-7527-0001 |      |
| (Standort) | Grabhügel vorgeschichtlicher Zeitstellung.                                                 | D-7-7528-0006 |      |
| (Standort) | Siedlung vor- und frühgeschichtlicher Zeitstellung.                                        | D-7-7528-0134 |      |